# 화이트 스완 (텔레비전 프로그램)
《화이트 스완》(White Swan)은 JTBC의 텔레비전 프로그램이다.

## 진행자
시즌 1
- 이승연(메인 MC)
- 이특(메인 MC)

## 시즌 2
방송 준비 중
사연자 모집
https://web.archive.org/web/20151124084653/http://culture.jtbc.joins.com/whiteswan2/

## 소개
화려한 미인이 되기 위함이 아니라 본인의 개성, 장점, 능력, 아름다움을 최대한 살릴 수 있는 메이크 오버를 통해 자신의 진정한 美, 당당한 자신감을 찾아가는 인생 메이크 오버쇼!